# روبن غرير
روبن غرير (بالإنجليزية: Robin Greer)‏ هي ممثلة أمريكية، ولدت في 27 مايو 1960 بلوس أنجلوس في الولايات المتحدة.

## وصلات خارجية
- روبن غرير على موقع IMDb (الإنجليزية)
- روبن غرير على موقع قاعدة بيانات الفيلم (الإنجليزية)